# 按板镇
按板镇，是中华人民共和国云南省普洱市镇沅彝族哈尼族拉祜族自治县下辖的一个乡镇级行政单位。

## 行政区划
按板镇下辖以下地区：
按板社区、红星村、文腊村、杏城村、宣河村、联盟村、磨庆村、安康村、玉河村、那布村、罗家村、文立村和文牍村。